# Álvaro Morte
Álvaro Morte, född 23 februari 1975 i Algeciras, Cádiz, är en spansk skådespelare.
Morte har bland annat medverkat i TV-serierna La casa de papel och Sagan om drakens återkomst. Han har även medverkat i filmen Immaculate.

## Filmografi (i urval)
- 2017–2021 – La casa de papel (TV-serie)
- 2021–2023 – Sagan om drakens återkomst (TV-serie)
- 2024 – Immaculate
- 2025 – Two Graves (TV-serie)